# 膳部菩岐々美郎女
膳部菩岐々美郎女（かしわで の ほききみのいらつめ、? - 推古天皇30年2月21日（622年4月7日））は、飛鳥時代の女性。聖徳太子の妃。膳大娘（女）、高橋妃などとも書かれる。

## 出自
6世紀から7世紀に伴造として活躍した豪族・膳氏の出身で、膳臣傾子（加多夫子とも、かしわでのおみかたぶこ）の娘。妹に聖徳太子の弟久米王の夫人となった膳比里古郎女がいる。

## 経歴
推古天皇6年（598年）聖徳太子の妃となる。四男四女を生んだが、そのうちの舂米女王（つきしねのひめみこ）は異母兄である山背大兄王の妃となった。聖徳太子には信頼され、太子は「死後は共に埋葬されよう」と言ったと伝えられる。推古天皇30年（622年）聖徳太子と共に病となり、太子が亡くなる前日（旧暦2月21日）に没した。聖徳太子の墓所である磯長陵（しながりょう）に合葬された。